# Joseph Wagner (Kirchenmusiker)
Max Joseph Wagner (* 22. Oktober 1891 in Dresden; † 30. November 1965 ebenda) war ein deutscher Kirchenmusikdirektor und Organist an der Katholischen Hofkirche zu Dresden.

## Leben
Joseph Wagner war der älteste von sechs Söhnen des Lehrers und Organisten Georg Maximilian Wagner (1861–1941) und dessen Ehefrau Klara, geb. Müller (1865–1947). Er wurde am 22. Oktober 1891 in Dresden geboren, wo die Familie in der Scheunenhofstraße 1 lebte. Sein Vater war in den 1890er Jahren als „ständiger Lehrer“ an der katholischen Bezirksschule tätig.
Über Wagners Jugendjahre und seine Ausbildung (Studium) ist bisher nichts bekannt. Von 1937(?) bis 1955 war er neben seinem Lehrerberuf als Chorinstruktor der Dresdner Kapellknaben an der Katholischen Hofkirche, der heutigen Kathedrale des Bistums Dresden-Meißen, tätig. 
Eine aus jener Zeit (1941) stammende Aufnahme mit Joseph Wagner und seinem Schüler Konrad Wagner an der Silbermannorgel der Katholischen Hofkirche, die 1998 als CD erschien, ist insofern bemerkenswert, als dieses Instrument kurz danach ausgelagert und erst sehr lange Jahre nach dem Ende des Zweiten Weltkrieges wiederaufgebaut bzw. rekonstruiert wurde. 
In seine Amtszeit fällt der Wiederaufbau des Kapellknabeninstituts nach der Zerstörung des „Geistlichen Hauses“ in der Dresdner Schloßstraße an neuem Ort in der Schweriner Straße 15. 
In seiner Rolle als Dresdner Kirchenmusikdirektor war er auch am Bau von Orgeln in Kirchen beteiligt, so am Bau der Jehmlich-Orgel in der katholischen Kirche Mariä Himmelfahrt in Glauchau, bei deren Weihe er am 8. März 1964 das Instrument als Erster spielte. Auch an der Weihe der überholten und erweiterten Orgel der katholischen Pfarrkirche St. Josef in Welzow war er im November 1946 beteiligt.
Ende 1955 ging Wagner in den Ruhestand und übergab seine Aufgaben an seinen Nachfolger Konrad Wagner, der zwar denselben Familiennamen trug, jedoch nicht mit ihm verwandt war. Joseph Wagner hatte seine ganze Familie bis auf eine Tochter im Zweiten Weltkrieg verloren.
Joseph Wagner starb im November 1965 wenige Wochen nach Vollendung seines 74. Lebensjahres in seiner Geburtsstadt Dresden. Sein Grab ist auf dem Alten Katholischen Friedhof in der Dresdner Friedrichstadt erhalten.